# El mutilador
El mutilador (título original en inglés: The Mutilator) es una película slasher estadounidense de 1984 escrita, dirigida y producida por Buddy Cooper y codirigida por John S. Douglass. La trama sigue a un grupo de estudiantes universitarios que viajan a una propiedad en una isla durante las vacaciones de otoño y son acechados y asesinados por el padre de uno de los estudiantes.

## Reparto
- Matt Mitler como Ed Jr.
- Ruth Martínez como Pam
- Bill Hitchcock como Ralph
- Connie Rogers como Sue
- Frances Raines como Linda
- Morey Lampley como Mike
- Jack Chatham como Ed Sr.
- Bennie Moore como policía
- Trace Cooper como el joven Ed Jr.
- Pamela Weddle Cooper como madre
- John Bode como diputado en Wall

## Estreno
La película se tituló originalmente Fall Break. Según el escritor y codirector Cooper, la MPAA originalmente quería asignarle a la película una calificación X, pero los realizadores la rechazaron debido a su asociación con la pornografía. Informes de periódicos contemporáneos muestran que The Mutilator se proyectó en Raleigh, Carolina del Norte, como Fall Break a partir del 6 de enero de 1984. El 5 de octubre de 1984, el título había cambiado a The Mutilator, y se estrenó con ese título en Newport News, Virginia. En enero de 1985, la película se estrenó en la ciudad de Nueva York, pero cuando el distribuidor intentó reservar proyecciones en salas de cine del centro de Estados Unidos, no pudieron conseguir publicidad ni proyecciones porque no tenía clasificación R. En este punto, Cooper cedió y editó la película según las especificaciones de la MPAA. Fue reestrenada en cines más tarde ese mismo año en Los Ángeles el 27 de septiembre de 1985. 

### Medios domésticos
The Mutilator fue lanzada en 1985 en VHS, Betamax y LaserDisc por Vestron Video en versiones con clasificación R y sin clasificación.
VIPCO lanzó la película en DVD en el Reino Unido, aunque con un corte de siete segundos, y Dragon Entertainment lanzó la película sin cortes en Alemania. El director Buddy Cooper ha declarado que estos lanzamientos no están autorizados.
Arrow Video anunció que lanzarían la película en Blu-ray tanto en el Reino Unido como en los Estados Unidos el 29 de septiembre de 2015, lo que habría marcado el primer lanzamiento legítimo en alta definición en ambos territorios. En noviembre de 2015, la compañía anunció que había retrasado el lanzamiento después de encontrar una versión en 35mm de la película, sin ningún corte, conservada en la Biblioteca del Congreso de Estados Unidos. Fue lanzada el 16 de febrero de 2016.

## Secuela
El 23 de diciembre de 2021, se reveló que se estaba desarrollando una secuela y que el rodaje finalizó en junio de 2022.